# Groupe de NGC 736
Le groupe de NGC 736 comprend au moins quatre galaxies situées dans la constellation du Triangle. La distance moyenne entre ce groupe et la Voie lactée est d'environ 61,9 Mpc (∼202 millions d'al). 

## Membres
Le tableau ci-dessous liste les trois galaxies du groupe indiquées dans l'article de A.M. Garcia paru en 1993. À ces trois galaxies, on peut ajouter la NGC 738 qui est dans la même région et à une distance semblable.    
| Nom      | Class. | Type           | α (J2000.0)   | δ (J2000.0) | Vitesse radiale (km/s) | m     | Distance (Mpc) | Dimension (kal) |
| -------- | ------ | -------------- | ------------- | ----------- | ---------------------- | ----- | -------------- | --------------- |
| NGC 736  | E+     | Elliptique     | 01h 56m 40.9s | 33° 02′ 37″ | 4356 ± 27              | 12,1  | 59,1 ± 4,2     | 99              |
| NGC 740  | SBb?   | Spirale barrée | 01h 56m 54.9s | 33° 00′ 56″ | 4609 ± 6               | 14,0  | 64,1 ± 4,5     | 104             |
| UGC 1422 | S?     | Spirale        | 01h 57m 06.8s | 32° 47′ 19″ | 4583 ± 6               | 13,57 | 63,8 ± 4,5     | 81              |
| NGC 738  | SO     | Lenticulaire   | 01h 56m 45.7s | 33° 03′ 30″ | 4379 ± 28              | 14,9  | 60,8 ± 4,3     | ?               |

Le site DeepskyLog permet de trouver aisément les constellations des galaxies mentionnées dans ce tableau ou si elles ne s'y trouvent pas, l'outil du site constellation permet de le faire à l'aide des coordonnées de la galaxie. Sauf indication contraire, les données proviennent du site NASA/IPAC. 